# Isla Steinkopf
Isla Steinkopf (en alemán: Steinkopfinsel) es una isla fluvial en el río Elba que pertenece a la ciudad de Magdeburgo, capital del estado federado de Sajonia-Anhalt, Alemania. Está en el este del Elba y el canal de conexión Rothenseer. Mide 2,5 kilómetros de largo y 300 metros de ancho localizándose en las coordenadas geográficas  52°10′44″N 11°40′41″O / 52.17889, -11.67806 administrativamente hace parte del estado de
Sajonia-Anhalt. En tiempos de la RDA a veces se acampaba en la isla.